# Principio di Markov
Il Principio di Markov, che deve il nome ad Andrej Andreevič Markov, è una tautologia della logica classica che non è intuizionisticamente valida ma può essere giustificata costruttivamente.
Ci sono diverse formulazioni equivalenti del principio di Markov.

## Enunciato del principio
Nel linguaggio della teoria della calcolabilità, il principio di Markov è l'espressione formale dell'affermazione per cui, se è impossibile che un algoritmo non termini, allora termina. Ciò è equivalente all'affermare che se un insieme, assieme al suo complemento, è ricorsivamente enumerabile, allora l'insieme è ricorsivo.
Nella logica al primo ordine, se {\displaystyle P} è un predicato sui numeri naturali, si può esprimere come:
{\displaystyle (\forall n(P(n)\vee \neg P(n)))\wedge (\neg \forall n\neg P(n))\rightarrow (\exists n\;P(n))}.
Cioè, se {\displaystyle P} è decidibile, e non può essere falso per ogni numero naturale {\displaystyle n}, allora è vero per qualche {\displaystyle n}. (In generale, un predicato {\displaystyle P} su qualche dominio si dice "decidibile" se per ogni {\displaystyle x} nel dominio, {\displaystyle P(x)} è vero o {\displaystyle P(x)} non è vero, e ciò non sempre vale costruttivamente).
Il principio è equivalente, in HA, a:
{\displaystyle \neg \neg \exists n\;f(n)=0\rightarrow \exists n\;f(n)=0,}
con {\displaystyle f} una funzione ricorsiva totale sui numeri naturali.
Nel linguaggio dell'analisi reale, il principio è equivalente ai seguenti:
- Per ogni numero reale {\displaystyle x}, se è contraddittorio che {\displaystyle x} sia uguale a 0, allora esiste {\displaystyle y\in \mathbb {Q} } tale che  {\displaystyle 0<y<|x|}, spesso espresso dicendo che {\displaystyle x} è costruttivamente diverso da 0.
- Per ogni numero reale {\displaystyle x}, se è contraddittorio che {\displaystyle x} sia uguale a 0, allora esiste un {\displaystyle y\in \mathbb {R} } tale che {\displaystyle x\cdot y=1}.

## Realizzabilità
Il principio di Markov può essere giustificato tramite la realizzabilità: un realizzatore è una ricerca illimitata che controlla successivamente se {\displaystyle P(0),P(1),P(2),\dots } sia vero. Dato che {\displaystyle P} non è sempre falsa, la ricerca non può continuare all'infinito. Per la logica classica si conclude che la ricerca termina su un valore per cui {\displaystyle P} vale.
La realizzabilità modificata non giustifica il principio di Markov, anche se si usa la logica classica nella meta-teoria: non c'è nessun realizzatore nel linguaggio del lambda calcolo tipato, dato che non è Turing completo e non si possono definire cicli arbitrari.

## Principio di Markov debole
Una forma più debole del principio di Markov può essere espressa nel linguaggio dell'analisi come:
{\displaystyle \forall x\in \mathbb {R} \ (\forall y\in \mathbb {R} \ \neg \neg (0<y)\vee \neg \neg (y<x))\to 0<x.}
Questa forma può essere giustificata dai principi di continuità di Brouwer, anche se invece l'enunciato forte li contraddice. Sebbene possa essere derivato per mezzo di ragionamenti intuizionistici, di realizzabilità e classici, il principio non è valido in senso costruttivo secondo Bishop.